# Ciszalpin Köztársaság

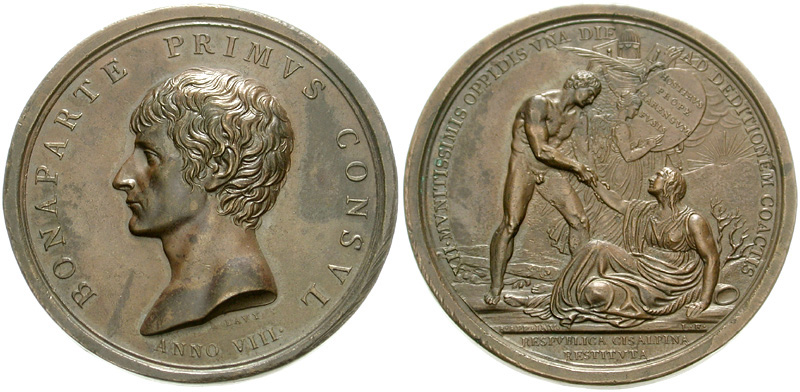
A Ciszalpin Köztársaságban vert emlékérem Bonaparte Első Konzullá történt kinevezése alkalmából, 1800.

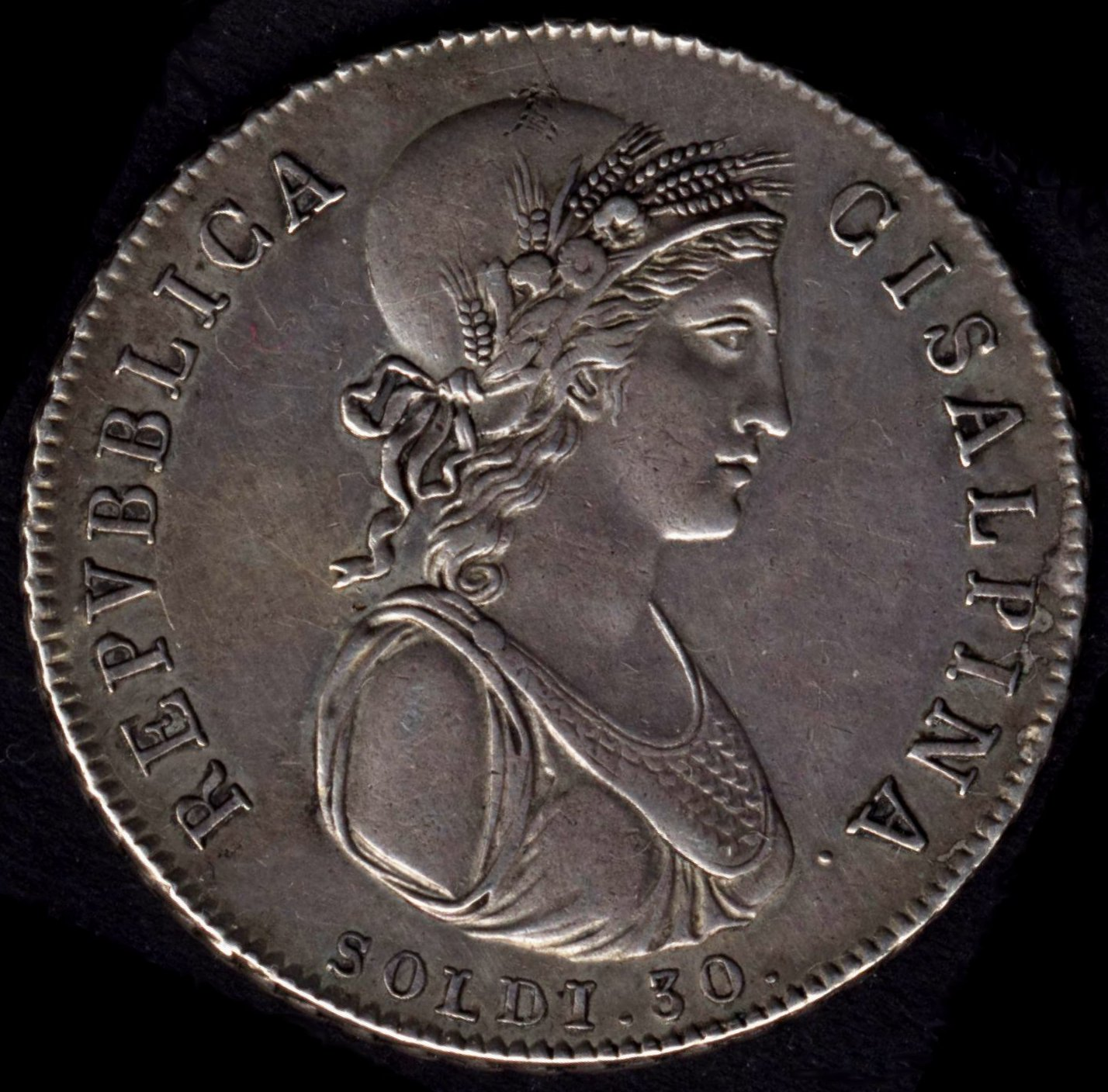
Ciszalpin pénzérme (solidus), 1801.

A Ciszalpin Köztársaság (olasz nevén Repubblica Cisalpina, franciául République cisalpine): 1797–1802 között létező állam volt Közép-Itáliában, a francia forradalom exportjának gyümölcse, hivatalosan a Francia Köztársaság testvérköztársasága (République sœur), valójában csatlós állam, amelyet 1797-ben Napoléon Bonaparte tábornok hozott létre két korábban kreált csatlós állam – a Ciszpadániai és a Transzpadániai Köztársaság – megszüntetése és összevonása révén. Fővárosa Milánó volt. A ciszalpin állam 1802-ig állt fenn, amikor Bonaparte tábornok, ekkor már a Francia Köztársaság Első Konzuljaként Itáliai Köztársasággá keresztelte át, ennek köztársasági elnökévé őt magát kiáltatta ki.

## Története

### Előzmények
Az első koalíció háborúja során Bonaparte tábornok forradalmi csapatai bevonultak Észak-Itáliába, lerombolták a fennálló feudális állami struktúrákat és a helyi liberális erőkre támaszkodva csatlós köztársaságokat hoztak létre.
1796 decemberében a Pó folyótól délre fekvő kis államok (a volt Modena és Reggio Hercegség, Bologna, Ferrara) megalakították a Ciszpadániai Köztársaságot. A Pó folyó északi (bal) partján, a Bonaparte által elfoglalt Lombardia területén megalakult a Transzpadániai Köztársaság. 1797. február 17-én a mantovai erődöt védelmező osztrák császári csapatok kapituláltak, közvetlen összeköttetés jött létre a két állam között. Bologna és Ferrara már ekkor leváltak a Ciszpadániai Köztársaságról, és a szomszédos Transzpadániához csatlakoztak.

### Keletkezése
1797. június 29-én Bonaparte tábornok a Transzpadániai Köztársaságot, Bolognát és Ferrarát egy új államban egy egyesítette, amelyhez rövidesen hozzácsatolta a Ciszpadániai Köztársaság maradék területeit is. A francia Direktórium 1797. július 9-én kelt dekrétuma kimondta az egyesült Ciszalpin Köztársaság létrehozását. Az új állam fővárosa Milánó lett. Területe magában foglalta a volt Milánói Hercegséget (Lombardiát), a volt Mantovai Hercegséget, Bergamót, Bresciát, Cremonát, Veronát és Rovigót, a volt Modenai Hercegséget, a volt Massa és Carrara Hercegségeket, a korábban a pápai államhoz tartozó legációk területeit: Bolognát, Ferrarát, Mesolát és Romagna tartományt.
1797. október 22-én Bonaparte a Ciszalpin Köztársasághoz csatolta a Graubündentől elszakított Veltlin (olaszul: Valtellina) tartományt, Bormióval és Chiavennával együtt. Bonaparte azt is tervezte, hogy Svájc olasz nyelvű területeit, amelyek ez idő tájt egy hasonló „testvérköztársaságba” (république sœur), a csatlós Helvét Köztársaságba voltak betagolva, szintén bekebelezi a Ciszalpin Köztársaságba, de erre nem került sor. (A ciszalpin hadsereg 1797-ben francia támogatással megkísérelte elfoglalni Luganót, de a vállalkozás kudarcba fulladt).
1801. február 9-én a lunéville-i békeszerződés alapján a Ciszalpin Köztársasághoz csatolták Velence területének egy részét az Adige folyóig és Marche tartományt. Az állam területe ekkor 42 500 km2-re növekedett, 3 240 000 lakossal.

### Kormányzata
A Ciszalpin Köztársaság alkotmánya a Francia Köztársaság 1796-os alkotmányának mintájára készült. 1797. július 8-án készült el, másnap hirdették ki. A törvényhozó testület az országgyűlés két kamarájából, a Szenátusból (Seniori) és a Nagytanácsból (Giuniori) állt. Ennek tagjait a választásra jogosult országlakosok választották (200 lakosból 1 rendelkezett választójoggal). A Szenátusnak 40–60 tagja volt, az alkotmány felügyelte, a módosítási javaslatok beterjesztése volt. A 60–120 tagú Nagytanács terjesztette be a törvényjavaslatokat. A két tanács közösen ellenőrizte a nemzetközi szerződéseket, vetette ki az adókat, és választotta meg az 5 főnyi Direktórium (Direttorio) tagjait, a minisztereket, akik a végrehajtó hatalmat gyakorolták. Hivatalosan független állam volt, szövetségi szerződésben a „testvéri” Francia Köztársasággal, de a valódi hatalom a lombardiai francia csapatok parancsnokának kezében maradt, a rendőrség és a fegyveres milíciák a francia katonai hatóság ellenőrzése alatt álltak. A franciák 25 000 főnyi állandó helyőrséget tartottak Lombardiában, akiknek ellátása a Köztársaságra hárult. Ezen felül Ciszalpina kormánya még 35 000 katonát „szavazott meg” a napóleoni hadjáratokban való részvételre.
A Ciszalpin Köztársaság direktóriumába olyan nagy hatalmú, alkalmazkodásra képes helyi politikusok kerültek, mint Gian Galeazzo Serbelloni, San Gavrio hercege és Francesco Melzi d’Eril, aki később az Itáliai Köztársaság alelnöke, majd Lodi hercege lett. A törvényhozó testületek tagjai közé köztiszteletnek örvendő közéleti személyek, irodalmárok (Pietro Verri, Giuseppe Parini) és természettudósok (Alessandro Volta) is bekerültek.
A „testvéri” szövetségi szerződés megkötése nem ment simán. Tervezetét a Direktórium 1798. március 4-én terjesztette be a Nagytanácsnak, ratifikálásra. A Giuniori ellenezték a szerződés egyoldalú kötelezettségeit, elnapolták a döntést. Berthier tábornok, francia főparancsnok türelmetlenül sürgette a döntést, erre már a szenátorok (Seniori) is szembefordultak vele, és elutasították az egész tervezetet. Berthier katonai diktatúrával fenyegetőzött, de Bonaparte jó érzékkel leváltotta. Az új főparancsnok, Brune tábornok finomabb eszközökkel dolgozott. Lecserélte a hangadó szenátorokat és képviselőket. 1798. június 8-án mindkét ház elfogadta a „testvéri” szövetségi szerződést.
Az állam területét megyékre (dipartimenti) osztották fel, a francia départements mintáját követve. Minden megyében békebírókat (giudici di pace) és elöljáróságokat (magistrati) választottak. A Ciszalpin Köztársaságban bevezették a francia forradalmi naptárt is.

### A második köztársaság

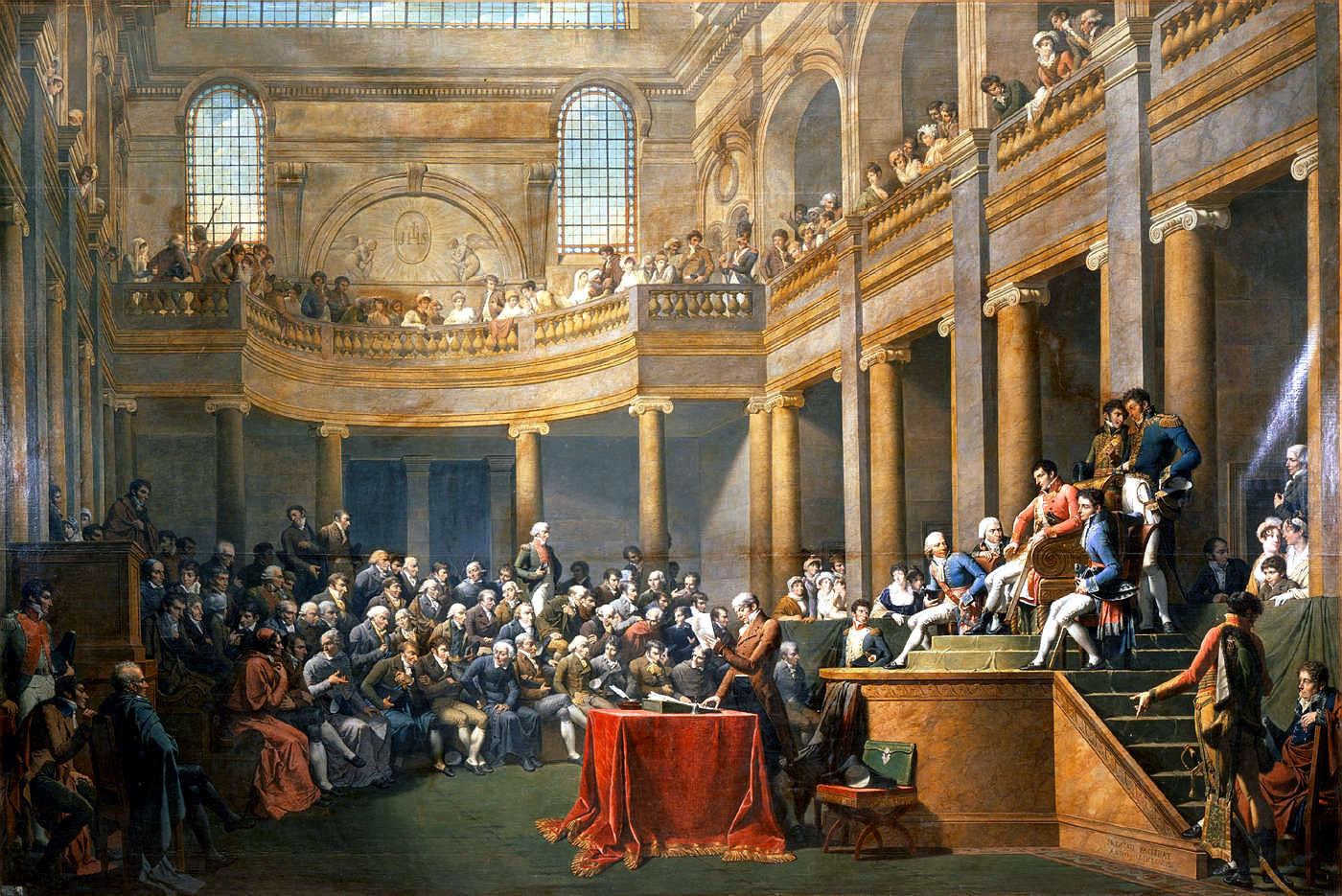
1802. január 26., Lyon: A Ciszalpin Köztársaság törvényhozó tanácsa (Consulta legislativa) lyoni ülésén köztársasági elnökké választja Napoléon Bonaparte Első Konzult.
(Nicolas-André Monsiau festménye)

Az 1797 októberében megkötött Campo Formió-i békeszerződésben Ausztria is elismerte az új államot. A második koalíciós háború kezdetén, 1799 májusában azonban orosz és osztrák birodalmi csapatok nyomultak be Lombardiába, és átmenetileg megdöntötték a Ciszalpin Köztársaságot.
A következő évben, 1800. június 14-én Bonaparte tábornok – ekkor már Első Konzul – marengói győzelme helyreállította a korábbi állapotot. Az 1801. február 9-én megkötött lunéville-i béke szerződés megerősítette a Campo Formió-i békeszerződésben rögzített politikai rendezést. A Ciszalpin Köztársaság területéhez hozzácsapták az osztrákoktól elvett Veneto tartományt és a pápai legációkból kiszakított Marche tartományt. Észak-Itália egész területét immár a két napóleoni csatlós állam, a Ciszalpin Köztársaság és a Liguriai Köztársaság „fedte le.” A Ciszalpin Köztársaságban új alkotmányt hirdettek ki, amely már csak egykamarás törvényhozó testületet (Consulta Legislativa) és egy 4 fős végrehajtó kormányzótanácsot (Governo) tartalmazott. A Consulta Legislativa tagjai a magas közhivatali tisztségeket betöltő személyek voltak: a hadsereg képviselői, a kormány tagjai, az érsekek, püspökök, az egyházközségek plébánosai, a magisztrátusok tagjai, az egyetemek vezetői, és más tisztviselők, akiket Murat tábornok, a Ciszalpin Köztársaságban állomásozó francia haderők parancsnoka jelölt ki.

### Átalakulása
1801 decemberében Bonaparte tábornok, a Francia Köztársaság Első Konzulja Lyonba (!) összehívta a Ciszalpin Köztársaság törvényhozó tanácsának, a Consulta Legislativának nagygyűlését (comitia). Az üléseket a Központi Iskola (École Centrale) épületében, a volt Szentháromság Kollégiumban (Collège de la Trinité) tartották (ma: Ampère Líceum). A küldöttekre az Első Konzul azt a feladatot rótta, hogy fogadják el az általa kívánt konzuli kormányzati rendszert. A Ciszalpin Köztársaság új, erősen autoriter alkotmányt kapott, a francia konzuli rendszer mintájára. A főhatalmat gyakorló személy nevezte ki nemcsak a minisztereket, de a törvényhozó tanács tagjait is.
1801. december 26-án kihirdették a Köztársaság új, konzuli rendszerű alkotmányát. Az új Köztársaság nevét Bonaparte tábornok Itáliai Köztársaságra változtatta. A Consulta 418 küldötte egy 30 fős bizottságot delegált, akiket megbíztak, hogy válasszák meg az új köztársaság elnökét. Talleyrand külügyminiszter követelésére a harmincak hamarosan beadták derekukat, és 1802. január 24-én Napoléon Bonaparte polgártársat választották az Itáliai Köztársaság elnökévé.
Az elnök ünnepélyes beiktatására január 26-án került sor. Nicolas-André Monsiau francia festő (1754–1837) grandiózus festményen örökítette meg ezt a jelenetet, amikor a Consulta Legislativa lyoni ülésén megjelent Bonaparte Első Konzul a feleségével, Joséphine-nel és fogadott leányával, Hortense-szal, Murat tábornok és Talleyrand külügyminiszter kíséretében. A Konzulátus éveiben a festményt, amely a Köztársaság első emberét és az őt választó nép küldötteit mutatja, kiemelt helyen, a Tuileriák palotájának Diana galériájában függesztettek ki. Napóleon császárrá választásának idején raktárba tették, helyére a császár dicsőséges haditetteit bemutató mű került. A Bourbon-restauráció alatt raktárban porosodott, 1830-ban I. Lajos Fülöp francia király a történelmi múzeummá alakított versailles-i kastélyba helyeztette.

### Későbbi fejlemények
1805. március 17-én Napóleon, immár Franciaország császáraként megszüntette az Itáliai Köztársaságot is, és Milánóban Itália királyává koronáztatta magát.

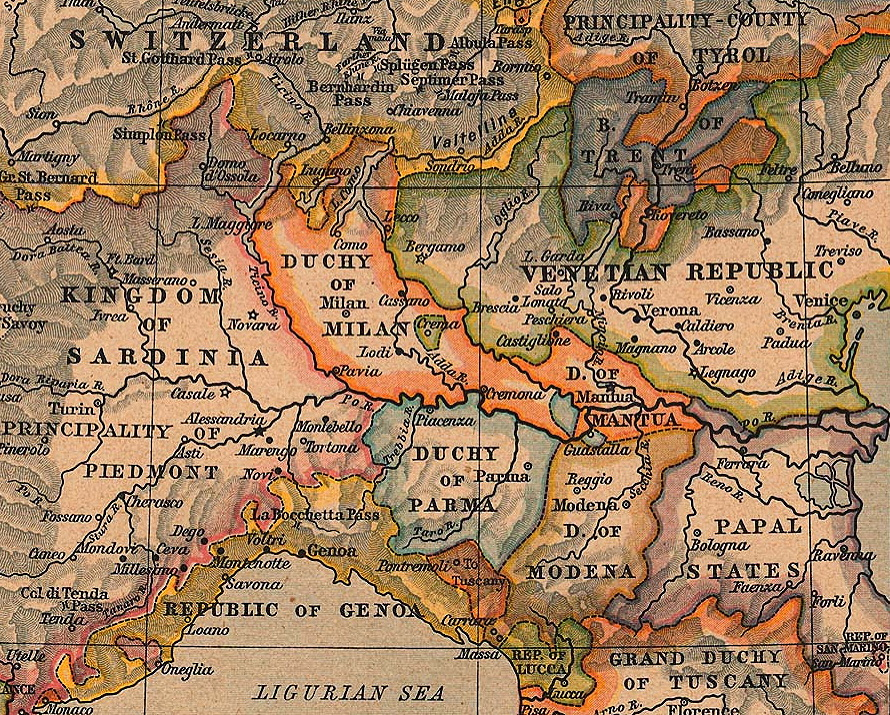
Észak-Itália 1796-ban
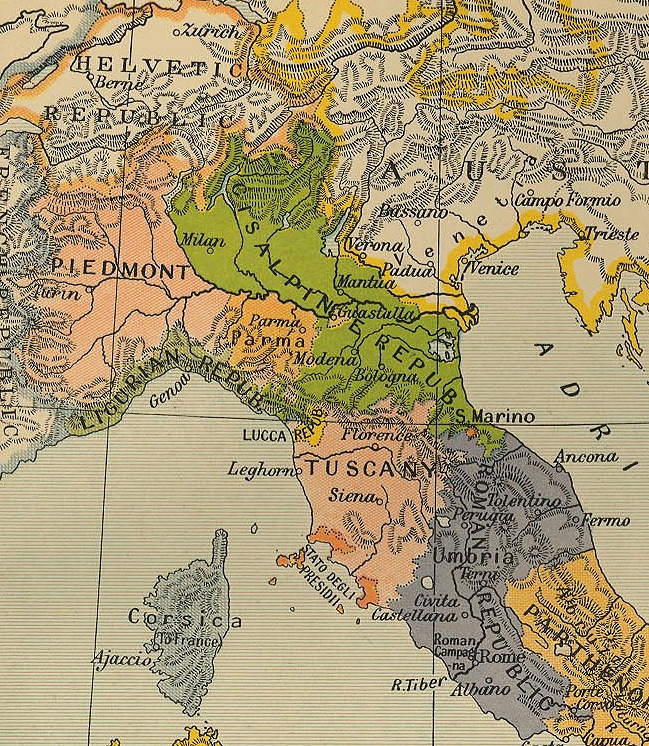
Észak- és Közép-Itália 1799-ben
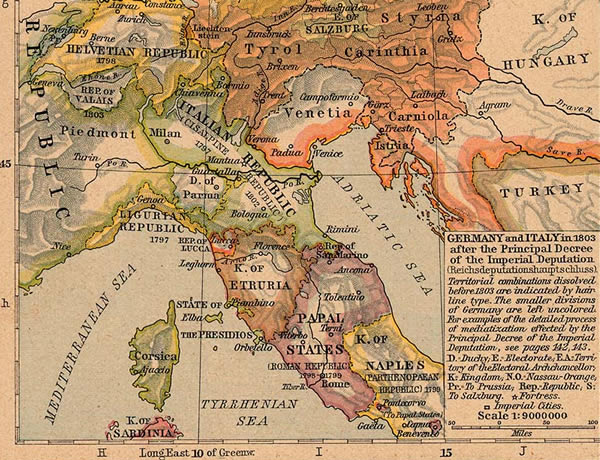
Észak és Közép-Itália 1803-ban
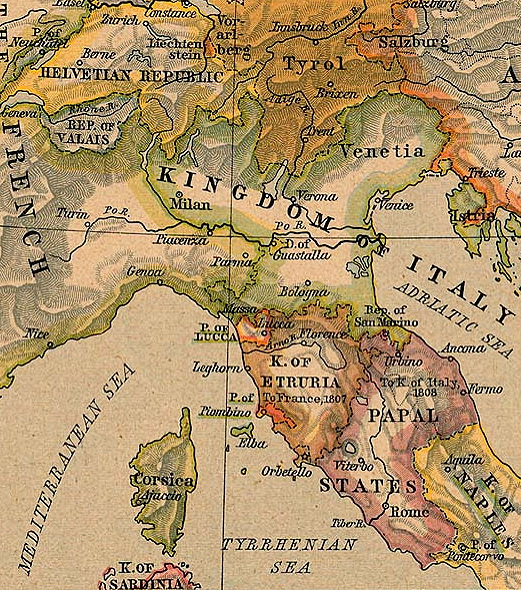
Észak- és Közép-Itália 1806-ban

## Az állam neve
Az állam neve körülbelül a „Alpokon inneni Köztársaság”-nak fordítható. A latin cis szóból (jelentése a felénk eső oldalon), és az Alpok nevéből képezték. A kifejezés az Itália felől rátekintő szemléletet tükrözi. A Gallia Cisalpina, a Pó folyó menti tartomány nevéhez kötődik Julius Caesar emléke is, aki ebből a tartományból indult el – átlépve a Rubicon folyót – Róma meghódítására. Az Észak-Itáliát győzelmesen meghódító, császári szerepre készülő Bonaparte tábornok mindig szívesen emlékezett példaképére, Julius Caesarra. A Padánia földrajzi név (a Pó folyó völgye, vidéke) a modern Olaszországban a regionalizmust valló pártok politikai retorikájába is bevonult.

## Zászlaja
A Ciszalpin Köztársaság zászlaján a későbbi Itáliai Köztársaság és a mai Olaszország nemzeti színei jelentek meg. A függőlegesen sávozott ciszalpin trikolórt hivatalosan 1798. május 11-én fogadták el nemzeti lobogóként. Előképe a Transzpadániai Köztársaság függőleges sávozású trikolórja volt. Az Itáliai Köztársaság kormánya később, 1802. augusztus 20-án, Trivulzi hadügyminiszter javaslatára eltért ettől a mintától, és egymásba foglalt rombuszokból álló zászlót fogadott el, de a nemzeti színeket megtartotta. 1805-ben, amikor Napóleon Itália királyává kiáltatta ki magát, a rombuszos zászlóra felkerült a császári sas. A napóleoni háborúk után felerősödő olasz nemzeti egységmozgalom, a (Risorgimento) a Ciszalpin Köztársaság sávos zászlóját vallotta magáénak, és 1861 után ez lett az egységes Olasz Királyság zászlaja is.